# قطرات الدهون
قطرات الدهون، والتي يشار إليها أيضًا باسم الأجسام الدهنية أو الأجسام الزيتية أو الشحوم، هي عضيات خلوية غنية بالدهون تنظم تخزين وتحلل الدهون المحايدة وتوجد بشكل كبير في الأنسجة الدهنية. كما أنها تعمل كمخزن للكوليسترول وأسيل جلسرول لتكوين الأغشية وصيانتها. عُثرعلى قطرات الدهون في جميع الكائنات حقيقية النواة وتخزين جزء كبير من الدهون في الخلايا الدهنية في الثدييات. في البداية، كان يُنظر إلى قطرات الدهون هذه على أنها مجرد مستودعات للدهون، ولكن منذ اكتشاف البروتينات في طبقة قطيرات الدهون في التسعينات التي تنظم ديناميات القطيرات الدهنية واستقلاب الدهون، يُنظر إلى قطرات الدهون على أنها عضيات ديناميكية للغاية تلعب دورًا مهمًا للغاية. دور في تنظيم تخزين الدهون داخل الخلايا والتمثيل الغذائي للدهون. بدأ مؤخرًا توضيح دور قطرات الدهون خارج تخزين الدهون والكوليسترول ويتضمن ارتباطًا وثيقًا بالاستجابات الالتهابية من خلال تخليق واستقلاب الإيكوسانويدات والاضطرابات الأيضية مثل السمنة والسرطان وتصلب الشرايين. في الخلايا غير الشحمية، من المعروف أن قطرات الدهون تلعب دورًا في الحماية من السمية الدهنية عن طريق تخزين الأحماض الدهنية في شكل ثلاثي الجلسرين محايد، والذي يتكون من ثلاثة أحماض دهنية مرتبطة بالجلسرين. بدلاً من ذلك، يمكن تحويل الأحماض الدهنية إلى مواد دهنية وسيطة مثل دياسيل جلسرين والسيراميد وأسيل مرافق الإنزيم-أ. يمكن لهذه المركبات الدهنية أن تضعف إشارات الإنسولين، والتي يشار إليها بمقاومة الإنسولين المستحثة بالدهون والسمية الدهنية. تعمل قطرات الدهون أيضًا كمنصات لربط البروتين وتدهوره. أخيرًا، من المعروف أن قطرات الدهون يتم استغلالها من قبل مسببات الأمراض مثل فيروس التهاب الكبد الوبائي سي وفيروس حمى الضنك والمتدثرة الحثرية وغيرها.

## تركيب
تتكون قطرات الدهون من قلب دهني محايد يتكون أساسًا من ثلاثي الجلسرين وإسترات الكوليسترول المحاطة بطبقة أحادية فوسفورية. زُين سطح قطرات الدهون بعدد من البروتينات التي تشارك في تنظيم التمثيل الغذائي للدهون. العائلة الأولى والأكثر تميزًا من بروتينات طبقة قطيرات الدهون هي عائلة بروتين بيريليبين، التي تتكون من خمسة بروتينات. وهي تشمل بيريليبين1، بيريليبين2، بيريليبين3، بيريليبين4، بيريليبين5. أوضحت دراسات البروتيوميات ارتباط العديد من العائلات الأخرى من البروتينات بسطح الدهون بما في ذلك البروتينات المتورطة في تهريب الأغشية، والتحام الحويصلات، والإدخال الخلوي والإخراج الخلوي. كشف تحليل التركيب الدهني للقطرات الدهنية عن وجود مجموعة متنوعة من أنواع الفوسفوليبيد؛ فُسْفاتِيدِيل كُولِين وفوسفاتيديل إيثانولامين هما الأكثر وفرة، يليهما فوسفاتيديلينوسيتول.
تتفاوت قطرات الدهون بشكل كبير في الحجم، حيث تتراوح من٢٠إلى٤٠ نانومترإلى١٠٠ ميكرومتر. في الخلايا الشحمية، تميل الأجسام الدهنية إلى أن تكون أكبر حجمًا وقد تشكل غالبية الخلية، بينما في الخلايا الأخرى قد يتم تحفيزها فقط في ظل ظروف معينة ويكون حجمها أصغر بكثير.

## تشكيل

قطرات دهنية متصورة مع تصوير خلية حية خالية من الملصقات

تتبرعم قطرات الدهون من غشاء الشبكة الإندوبلازمية. في البداية، تتشكل العدسة عن طريق تراكم ثلاثي الجلسرين بين طبقتين من غشاء الفوسفوليبيد الخاص بها. قد تنمو قطرات الدهن الوليدة عن طريق انتشار الأحماض الدهنية، أوالإدخال الخلوي للستيرولات، أو اندماج قطرات الدهون الأصغر من خلال مساعدة بروتينات سنار. يتم تعزيز نمو قطرات الدهون من خلال التراكم غير المتماثل للدهون الفسفورية التي تقلل التوتر السطحي تجاه السيتوسول. وقد لوحظ أيضًا أن قطرات الدهون تنشأ عن انشطار قطرات الدهون الموجودة، على الرغم من أنه يعتقد أن هذا أقل شيوعًا من التشكيل مرة أخرى.
يبدأ تكوين القطرات الدهنية من الشبكة الإندوبلازمية مع تخليق الدهون المحايدة المراد نقلها. يتم تحفيز تصنيع من ثنائي الجلسرين (عن طريق إضافة سلسلة أسيل دهنية) بواسطة بروتينات ثنائي الغليسيريد اسيلترانسفيراز، على الرغم من أن مدى الحاجة إلى هذه البروتينات وغيرها يعتمد على نوع الخلية. لا يعتبر ثنائي الغليسيريد اسيلترانسفيراز١ ولا ثنائي الغليسيريد اسيلترانسفيراز٢ضروريين بشكل منفرد لتخليق ثلاثي الجلسرين أو تكوين القطيرات، على الرغم من أن خلايا الثدييات التي تفتقر إلى كليهما لا يمكن أن تشكل قطرات دهنية وقد أعاقت بشدة تخليق ثنائي الغليسيريد اسيلترانسفيراز١ ثلاثي الجليسرين. الذي يبدو أنه يفضل ركائز الأحماض الدهنية الخارجية، ليس ضروريًا للحياة؛ ثنائي الغليسيريد اسيلترانسفيراز٢، الذي يبدو أنه يفضل الأحماض الدهنية المصنعة داخليًا. في الخلايا غير الشحمية، يمكن تحفيز تخزين الدهون وتخليق قطيرات الدهون ونمو قطيرات الدهون بمحفزات مختلفة بما في ذلك عوامل النمو، والأحماض الدهنية غير المشبعة طويلة السلسلة (بما في ذلك حمض الأوليك وحمض الأراكيدونيك) والإجهاد التأكسدي والمنبهات الالتهابية مثل عديدات السكاريد الدهنية البكتيرية، ومختلف  مسببات الأمراض الميكروبية، وعامل تنشيط الصفائح الدموية، وايكوزانويد، والسيتوكينات.
مثال على ذلك هو الاندوكانابينويد التي هي مشتقات الأحماض الدهنية غير المشبعة، والتي تعتبر بشكل أساسي يتم تصنيعها "عند الطلب" من سلائف الفسفوليبيد الموجودة في غشاء الخلية، ولكن يمكن أيضًا تصنيعها وتخزينها في قطرات دهنية داخل الخلايا ويتم إطلاقها من تلك المخازن وفقًا لما هو مناسب. 
من الممكن ملاحظة تكوين قطرات دهنية ، حية وخالية من الملصقات ، باستخدام تصوير الخلايا الحية الخالية من الملصقات.

## معرض

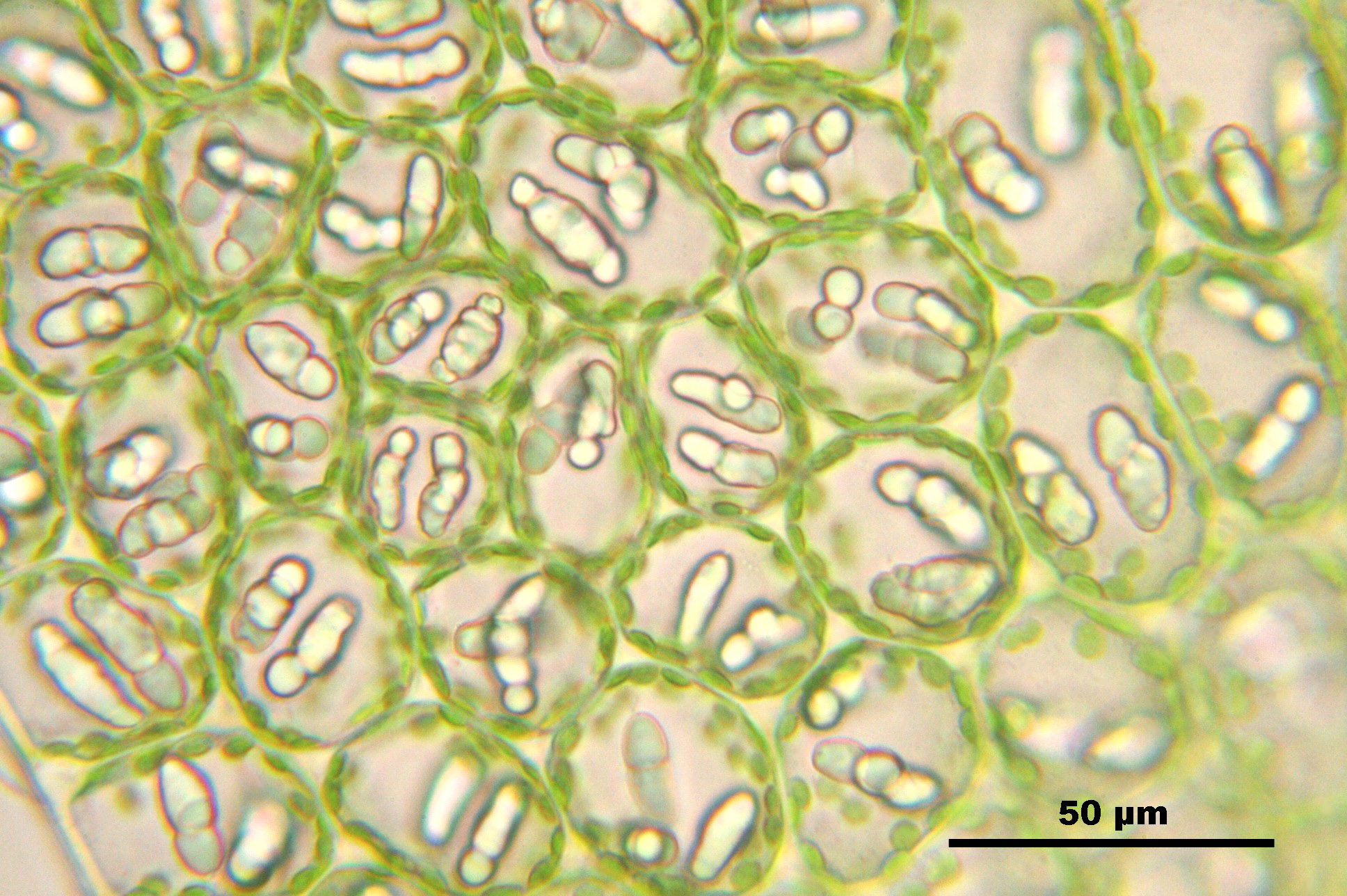
أجسام الزيت في حشيشة الكبد

## أنظر ايضا
- خلية دهنية
- تحلل الدهون

## روابط خارجية
1. ↑  Martin، Sally؛ Parton, Robert G. (8 مارس 2006). "Lipid droplets: a unified view of a dynamic organelle". Nature Reviews Molecular Cell Biology. ج. 7ِ ع. 5: 373–378. DOI:10.1038/nrm1912. PMID:16550215. S2CID:34926182.
2. ↑  Mobilization and cellular uptake of stored fats and triacylglycerol (with Animation) نسخة محفوظة 2023-02-09 على موقع واي باك مشين.
3. ↑  Bozza، PT؛ Viola, JP (أبريل–يونيو 2010). "Lipid droplets in inflammation, cancer". Prostaglandins, Leukotrienes, and Essential Fatty Acids. ج. 82 ع. 4–6: 243–50. DOI:10.1016/j.plefa.2010.02.005. PMID:20206487.
4. ↑  Melo، Rossana C. N.؛ Dvorak, Ann M.؛ Chitnis, Chetan E. (5 يوليو 2012). "Lipid Body–Phagosome Interaction in Macrophages during Infectious Diseases: Host Defense or Pathogen Survival Strategy?". PLOS Pathogens. ج. 8 ع. 7: e1002729. DOI:10.1371/journal.ppat.1002729. PMC:3390411. PMID:22792061.{{استشهاد بدورية محكمة}}:  صيانة الاستشهاد: دوي مجاني غير معلم (link)
5. ↑  Greenberg، Andrew S.؛ Coleman, Rosalind A.؛ Kraemer, Fredric B.؛ McManaman, James L.؛ Obin, Martin S.؛ Puri, Vishwajeet؛ Yan, Qing-Wu؛ Miyoshi, Hideaki؛ Mashek, Douglas G. (1 يونيو 2011). "The role of lipid droplets in metabolic disease in rodents and humans". Journal of Clinical Investigation. ج. 121 ع. 6: 2102–2110. DOI:10.1172/JCI46069. PMC:3104768. PMID:21633178.
6. ↑  Bosma، M؛ Kersten، S؛ Hesselink، MKC؛ Schrauwen، P (2012). "Re-evaluating lipotoxic triggers in skeletal muscle: Relating intramyocellular lipid metabolism to insulin sensitivity" (PDF). Prog Lipid Res. ج. 51 ع. 1: 36–49. DOI:10.1016/j.plipres.2011.11.003. PMID:22120643. مؤرشف من الأصل (PDF) في 2023-01-27.